# かみじょうちひろ
かみじょう ちひろ（本名非公開、男性、1981年〈昭和56年〉1月13日 - ）は、日本のミュージシャン・ドラマー。ロックバンド・9mm Parabellum Bulletおよびmonomonoでドラムを担当する。
以下、9mm Parabellum Bulletについては特記なき限り「9mm」と略称する。

## 人物
- 9mm結成の発起人でありバンドリーダー。一部楽曲の作詞・作曲も行う。なお、9mmおよびかみじょうの公式サイトでは生年月日が「1999年9月9日（仮）」と表記されている。
  - バンド名の名付け親でもあるが、インタビュー等でバンド名の由来を聞かれた場合は嘘の理由（入浴中にふと思いついた・祖父が戦場で銃撃され戦死、その時の銃弾が9×19mm弾だったなど）を答えることが多い。
- 神奈川大学工学部機械工学科出身で機械工学を専攻していた[1]。メンバー内では唯一の大学院卒である。
- 6歳～小学6年までエレクトーンを習っていた。ドラムを始めたのは姉の影響で、初めてバンドを組むにあたり当初はギターを志望していたが、友人から「姉ちゃんがドラムだから、あんたもドラムでしょ？」と言われ転向している。
- 高校在学時は3markets［］のカザマタカフミとバンドを組んでいた。
- 大学在学時は学外の人と組んだバンドを含めて8～10バンドほどを掛け持ちしており、そのうちの1つではギター・ボーカルを担当していたが、大半はサポートメンバーとしての参加だったため「自主的にバンドがしたい」と考え、大学の後輩である菅原・滝を誘い9mmの前身となるバンドを結成した。
- 大学院修了後はバンド活動と並行しながら、一般企業でテレビの設計に関わっていた。2006年に退職し、以降は音楽一本である[1]。
- ドラムは2007年より三原重夫に、2016年より村石雅行に師事している。
- 血液型については、かみじょう本人は当初A型だと思っており「9mm唯一のA型として売ってきた」とも語っているが、2011年に献血を行った際にO型と判明している。[2]
- 2015年6月、地元・辰野町の「ふるさとパートナー」を委嘱される[3]。
- 2019年より「かみじょうちひろ Drum Lab.」を開設し、一般向けにドラムレッスンを行っている。

## 使用機材

### ドラムセット
- YAMAHA PHX（Gross Sapphire） - 22"x18" Bass Drum / 10"x8" High Tom / 12"x8" Low Tom / 14"x13" High Floor Tom / 16"x15" Low Floor Tom
現在のメインドラム。2014年2月の10周年記念日本武道館"公演より使用開始。かみじょう本人によるネーミングは「青い不死鳥」。
- YAMAHA Birch Custom Absolute（Blue Eyes Sparkle）
2009年9月～2014年1月までのメインドラム。本人のネーミングは「青いデビル」。現在はかみじょうの所有するスタジオ「ちースタ」にて練習用に使用されているが、「左半身の筋肉も満遍無く鍛えるため」との意向で左利き用セッティングとなっている。
- Ludwig Vistalite（Blue）
2007年～2009年9月までのメインドラム。メジャーデビューの時期に色々な種類のドラムを試奏した中で一番良かったと語っており、2009年9月の日本武道館公演まで使用していた。本人のネーミングは「青い悪魔」。
2009年のYAMAHAとのエンドース契約締結にあたり、「見た目重視のVistaliteを使ってファッションで音楽するのはやめた」とのかみじょう本人の意向もあり[4]、以後はメインドラムの座を上記B.C.A.に譲り、ちースタで練習用として使用されている。
- Molecules Acrylic Drum Kit
アコースティックライブで使用。タム類及びバスドラムが白色透明の球状になっており、LED電球を仕込んで光るようにセットされている。
もともとは「AC 9mm」の活動開始にあたり「周りがアコースティックになるのに俺だけいつものツーバスセットじゃ雰囲気が合わない」と考え、「何か奇をてらったドラムはないか」と探した結果行き着いたもの。製造元のMoleculesは既に倒産し、Acrylic Drum Kitも製造を中止していたが、Facebookを通じてMoleculesの元社長にコンタクトを取り、彼のもとに1点だけ残っていたセットを譲り受けた[5]。入手経緯の通り、もし破損しても買い替えどころか修理・修繕もできない正真正銘の「一点モノ」である。

### スネアドラム
- YAMAHA SD6455 14"x5.5"
- YAMAHA SD6465 14"x6.5"
- YAMAHA NSD1260MBGW 12"x6"

### シンバル・カウベル
全てZildjian製を使用。
- Z3 Heavy Crash 19"
- A Custom Projection Crash 18"
- Z3 HiHat 14"
- A Custom Projection Ride 21"
- K Custom Ride 20"
- Z3 Thrash Ride 19"
- A Custom China 20"
- Oriental China Trash 20"
- A Custom Splash 10"
- K.Zildjian Splash 12"
- ZIL-BEL 6"

### バスドラムペダル
- YAMAHA FP9500D

### スティック
- Zildjian ASJ2 406x14.7mm
- Zildjian LAZLASCK2 406x14.7mm

### ギター
- Gibson Les Paul Standard
自身が作曲を担当した「3031」でギターソロのレコーディングに使用。また菅原もこのギターを使ってリズムギターを録音している。
ライブでパートチェンジなどでかみじょうがギターを披露する機会でも本機が用いられた。

## 参加作品
| 発売日         | アーティスト・タイトル  | 楽曲名                     | 参加パート |
| -------------- | ----------------------- | -------------------------- | ---------- |
| 2011年03月16日 | 栗山千明 『CIRCUS』     | 「ルーレットでくちづけを」 | ドラム     |
| 2016年02月17日 | 吉澤嘉代子 『東京絶景』 | 「化粧落とし」             | ドラム     |

## 書籍

### 教則本
- 「かみじょうちひろ／9mm Parabellum Bullet Tricky Drum Paradise」(2015年8月24日、リズム&ドラム・マガジン)